# Circuit d'Ain-Diab
Pour les articles homonymes, voir Diab.
Le circuit d'Ain-Diab (en arabe : دارة عين الذئاب) est un ancien circuit routier de 7,618 km, sinueux mais très rapide, construit en 1957 au sud-est d'Ain Diab, un quartier de Casablanca. Il utilisait la route entre Casablanca et Azemmour.

## Histoire
Conçu par le Royal Automobile Club du Maroc et construit en seulement six semaines, il reçoit la bénédiction du roi Mohammed V du Maroc. Le site accueille le Grand Prix automobile du Maroc 1957 une première course de Formule 1, hors-championnat, avant d'intégrer l'année suivante, pour une seule saison, le championnat du monde en 1958 en tant que dernière course du calendrier. 
Cette course devait décider du vainqueur du championnat car il suffisait à Mike Hawthorn de précéder d'une place ou de devancer Stirling Moss pour être champion du monde. Stirling Moss remporte l'épreuve juste devant Mike Hawthorn qui est sacré champion du monde. La course fut marquée par un terrible accident lorsque le moteur de la Vanwall de Stuart Lewis-Evans explose : le pilote, sévèrement brûlé, décèdera dans un hôpital anglais six jours plus tard.
Après cette tragédie, la Formule 1 n'est plus retournée au Maroc et le circuit n'a plus été utilisé.